# 世界知識産業都市連合
世界知識産業都市連合（せかいちしきさんぎょうとしれんごう、英: Global Digital City Network）は、情報化社会において知識産業分野で情報・技術の振興に取り組む都市（各国の地方自治制度の違いにより州や郡での参加もある）が国を超えて相互交流・協力を深めるため、2000年に設立（1999年発起）された組織で、現在8カ国12都市が加盟し各務原市が会長都市を務めている。

## 参加都市

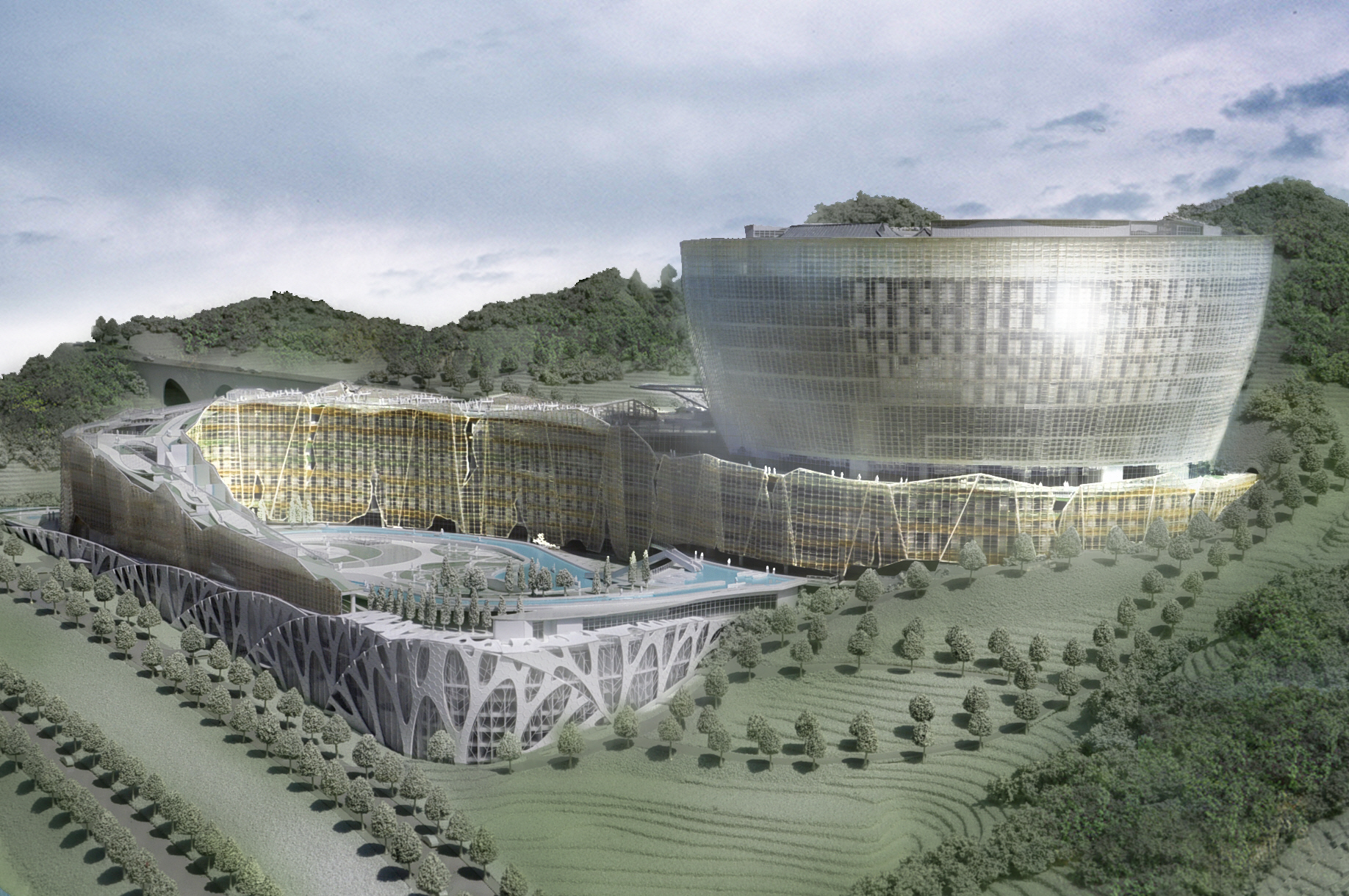
春川市の知識産業の拠点Design and Arts Arcadia of Myungseung

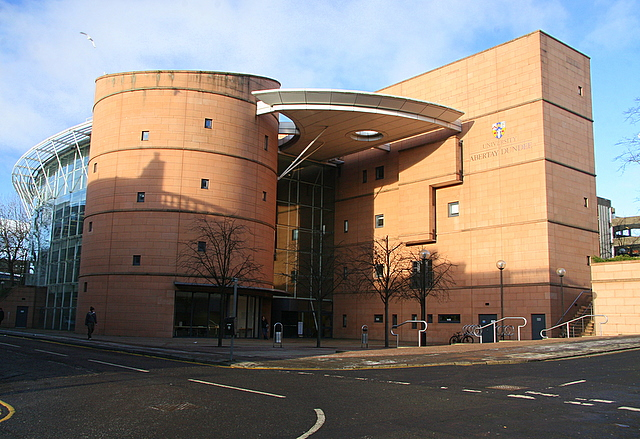
ダンディは英国を代表するゲーム産業地、アバーテイ・ダンディー大学でもゲーム開発を指導する

日本
- 各務原市
- 犬山市

 韓国
- 春川市

 中国
- 大連市
- 瀋陽市
- 吉林市
- 延吉市

 アラブ首長国連邦
- ドバイ

 オーストラリア
- ゴールドコースト市

 ロシア
- ニジニ・ノヴゴロド州

 イギリス
- ダンディ市

 アメリカ合衆国
- ウエストチェスター郡

## 活動履歴
- 2000年11月7日～11日／設立総会：春川市
- 2001年10月30日～11月3日／第二回総会：各務原市
- 2002年10月28日～11月2日／第三回総会：ダンディ市
- 2003年12月21日～24日／第四回総会：ゴールドコースト市
- 2004年8月31日～9月3日／第五回総会：吉林市
- 2005年12月6日～7日／第六回総会：ドバイ
- 2006年7月17日～18日／第七回総会：瀋陽市
- 2007年8月28日～30日／第八回総会：ダンディ市
- 2008年10月26日～28日／第九回総会：ウエストチェスター郡